# Золотий вершник (Дрезден)
Золотий вершник в Дрездені (нім. Goldener Reiter) — кінна статуя курфюрста Саксонії та Польщі Августа Сильного. Пам'ятник знаходиться на площі Нойштедтер Маркт (нім. Neustädter Markt) між мостом Аугустусбрюкке (нім. Augustusbrücke) і вулицею Хауптштрассе (нім. Hauptstraße).
Скульптура зображує Августа Сильного в римських обладунках, він скаче на коні в напрямку Польського королівства. Спочатку золочення пам'ятника було вогневим, в ході реставрації 1956 було використано сухозлітне золото.

## Історія
Кінна статуя Августа Сильного була виконана скульптором Людвігом Відеманом з міді й покрита золотою амальгамою в 1732—1734 роках. Зведення постаменту, створеного французьким архітектором фр. Zacharias Longuelune, почалося в 1735 році. Урочисте відкриття пам'ятника відбулося в 1736 році.
Реставрація пам'ятника 1884 року проводилась під керівництвом архітектора Константіна Ліпсіуса. В цей же час Ліпсіус закінчив оформлення постаменту.
Під час Другої світової війни у 1943—1944 роках розібраний на частини пам'ятник був вивезений на зберігання в замок Пільниц. Післявоєнне відновлення пам'ятника було доручено в 1953 році скульптору Вальтеру Флеммінгу. У 1956 році пам'ятник зайняв своє звичне місце.
Остання реставрація пам'ятника проводилася в 2001—2003 роках.